# Ticonderoga (CDP), Nova Iorque
Ticonderoga é uma região censo-designada localizada no estado americano de Nova Iorque, no Condado de Essex.

## Lista de marcos
A relação a seguir lista as entradas do Registro Nacional de Lugares Históricos em Ticonderoga. Aquelas marcadas com ‡ também são um Marco Histórico Nacional.
- Amherst Avenue Historic District
- Black Watch Library
- Central School
- Clark House
- Clayton H. Delano House
- Community Building
- Crandall Marine Railway
- Ferris House
- Forte Ticonderoga‡
- Frazier Bridge
- Gilligan and Stevens Block
- H. G. Burleigh House
- Hancock House
- Lake George Avenue Historic District
- Liberty Monument
- NYS Armory
- PAD Factory, The
- Silas B. Moore Gristmill
- Ticonderoga High School
- Ticonderoga National Bank
- Ticonderoga Pulp and Paper Company Office
- US Post Office-Ticonderoga